# روبرتسون ستيوارت
روبرتسون ستيوارت (بالإنجليزية: Robertson Stewart)‏ هو شخصية أعمال نيوزلندي، ولد في 21 سبتمبر 1913 في كرايستشرش في نيوزيلندا، وتوفي في 13 أغسطس 2007.